# Handkea utriformis
Handkea utriformis, sinónimo de Lycoperdon utriforme, Lycoperdon caelatum o Calvatia utriformis, es una especie de la familia de las Lycoperdaceae. Se trata de una seta bastante grande, que puede alcanzar dimensiones de hasta 25 cm (10 pulgadas) de ancho por 20 cm (8 pulgadas) de alto. Se conoce comúnmente como hongo mosaico, en referencia a los segmentos poligonales que la superficie exterior del cuerpo fructífero desarrolla a medida que madura. Está muy extendida en las zonas templadas del norte, es frecuente encontrarla en pastos y brezales arenosos, y es comestible cuando es joven. H. utriformis tiene actividad antibiótica contra varias bacterias y puede bioacumular los oligoelementos cobre y zinc en concentraciones relativamente altas.

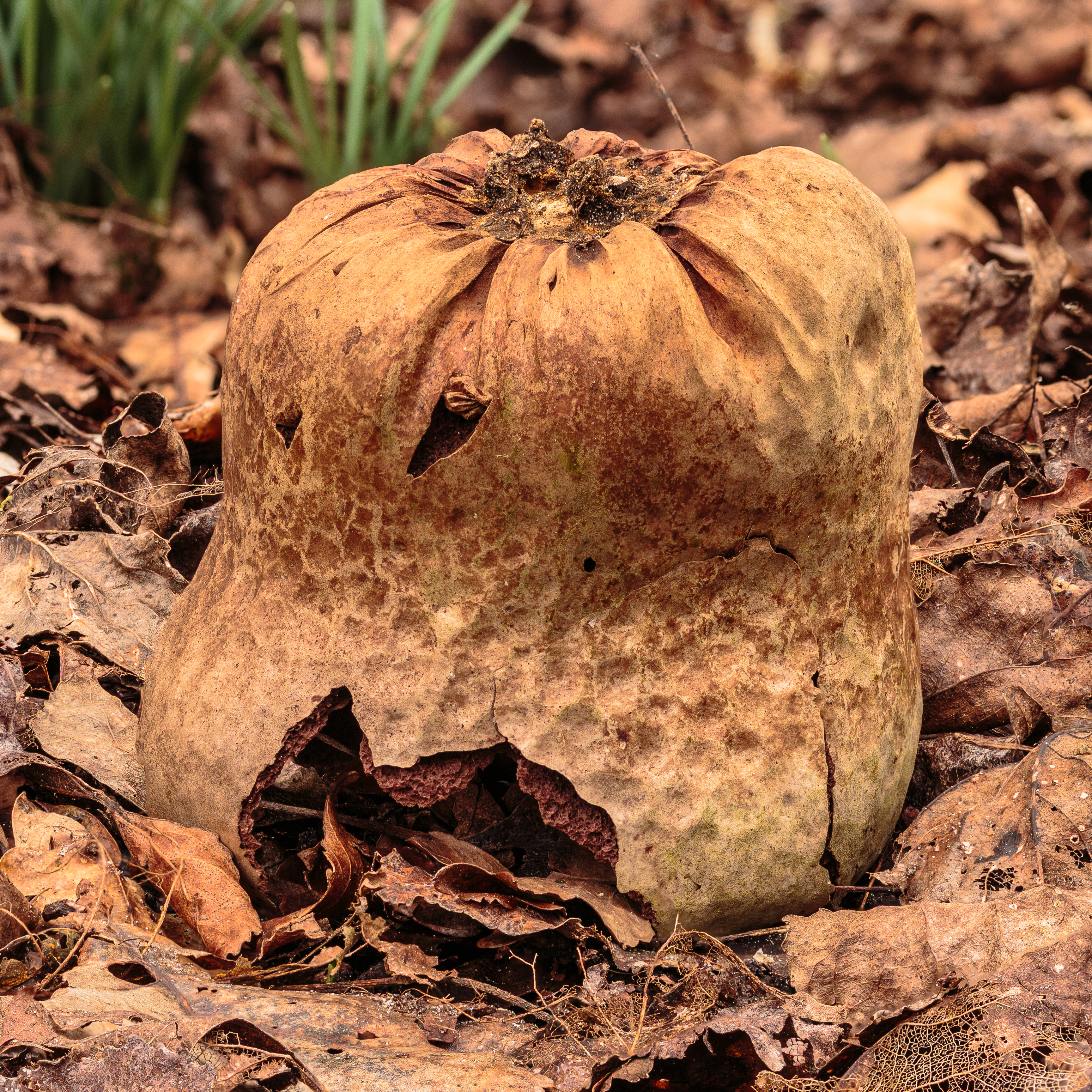
Restos de una utriformis

## Taxonomía
El botánico francés Jean Baptiste François Pierre Bulliard describió este hongo tipo bola en 1790 como Lycoperdon utriforme y, desde entonces, se ha clasificado en los géneros Bovista, Lycoperdon, Calvatia y Utraria. En 1989, el micólogo alemán Hanns Kreisel describió el género Handkea para incluir especies de Calvatia con características microscópicas distintas: Las especies de Handkea tienen un tipo único de capilicio (hifas gruesas de paredes gruesas en la gleba), con hendiduras curvas en lugar de los poros habituales. Aunque aceptado por algunos autores, el concepto de género ha sido rechazado por otros.
En el pasado, la especie (cuando se conocía como Calvatia utriformis) se ha separado en tres variedades (C. utriformis var. utriformis, C. utriformis var. hungarica y C. utriformis var. gruberi) basándose en diferencias en la ornamentación del exoperidio (capa de tejido exterior de la pared, o peridio) y las esporas. Sin embargo, un estudio realizado en 1997 sobre estos caracteres reveló que las tres variedades no están claramente delimitadas. Este estudio y otros sugieren que las variaciones en las condiciones ambientales en las que se cultivan los especímenes pueden afectar al desarrollo de estos caracteres.
Los análisis filogenéticos publicados en 2008 muestran que Handkea puede agruparse en un clado junto con especies de varios otros géneros, incluidos Lycoperdon, Vascellum, Morganella, Bovistella y Calvatia. Publicado ese mismo año, otro análisis de la estructura de la transcripción ITS2 ADNr confirmó que H. utriformis está estrechamente relacionada con Lycoperdon echinatum.

## Descripción
Como todos los tipo bola, Handkea utriformis tiene un basidiocarpo gasteroide, lo que significa que las esporas se producen internamente y sólo se liberan cuando el cuerpo fructífero maduro envejece y se seca o se rompe.

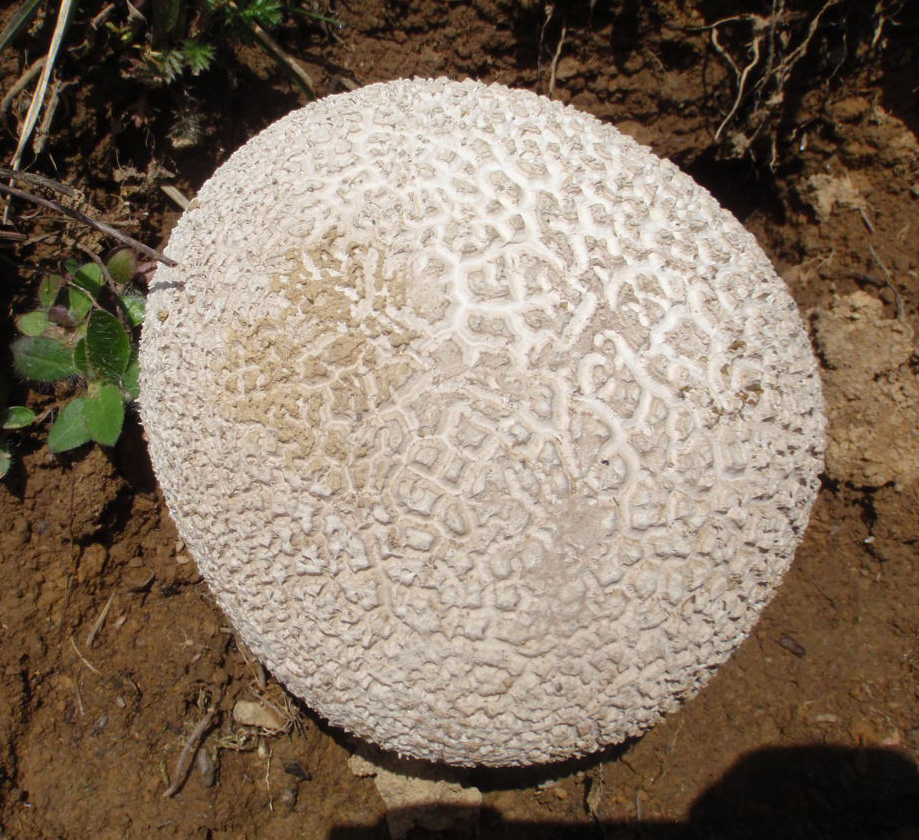
Espécimen de Turquía

Las bolas jóvenes suelen tener de 6 a 12 cm (2+1⁄2 a 4+1⁄2 pulgadas) de diámetro, son blancos o gris-marrón pálido; en la madurez pueden alcanzar dimensiones de 25 cm (10 pulgadas) de ancho por 20 cm (8 pulgadas) de alto. El exoperidio es tomentoso, densamente cubierto con una capa de finos pelos enmarañados. La especie deriva su nombre común «hojaldre mosaico» del patrón de mosaico a través de la parte superior y los lados que se desarrolla a medida que el cuerpo fructífero madura y la pared exterior (exoperidio) se rompe en parches poligonales. La parte inferior del hojaldre está unida al suelo por un conjunto de hifas en forma de raíz llamado rizomorfo. Es de aspecto achaparrado y aproximadamente en forma de pera, no suele ser más alto que ancho. La carne (gleba o masa que contiene esporas) es blanca cuando es joven, pero se vuelve marrón y pulverulenta al madurar. La piel superior acaba desintegrándose semanas o incluso meses después de su aparición, y las esporas marrones se liberan al aire; este proceso suele acelerarse con la lluvia o al ser pisado por el ganado. Al final, lo único que queda es la base estéril en forma de copa, que a veces puede contener agua. Esta característica puede haber sido el origen del epíteto específico, ya que utrarius significa «portador de agua» en latín.

### Características microscópicas
Las esporas de H. utriformis son aproximadamente esféricas, lisas y de paredes gruesas, con una sola gotita de aceite. Tienen unas dimensiones de 4,5-5,5 μm.

### Especies similares
Varias especies de globos se parecen a H. utriformis, como Calvatia cyathiformiss, C. booniana y C. pachyderma. Calvatia cyathiformis tiene una gleba de color púrpura con un exoperidio liso; C. booniana tiene un exoperidio que se parece al fieltro o tiene mechones de «pelos» suaves como H. utriformis pero no tiene tallo y tiene un capilicio con punteaduras redondeadas en lugar de sinuosas; C. pachyderma tiene un exoperidio más grueso y liso que H. utriformis.

## Distribución y hábitat
Handkea utriformis está muy extendida y es frecuente en las zonas templadas del norte. Se encuentra en Europa, Asia continental, Japón, el este de América del Norte atlántica, México y Sudáfrica. También se ha recolectado en Chile y Nueva Zelanda. Crece sola o en pequeños grupos, prefiere los pastos abiertos arenosos o los brezales, y a menudo se encuentra en regiones costeras. Suele fructificar en verano y hasta finales de otoño (de julio a noviembre en el Reino Unido).

## Comestibilidad

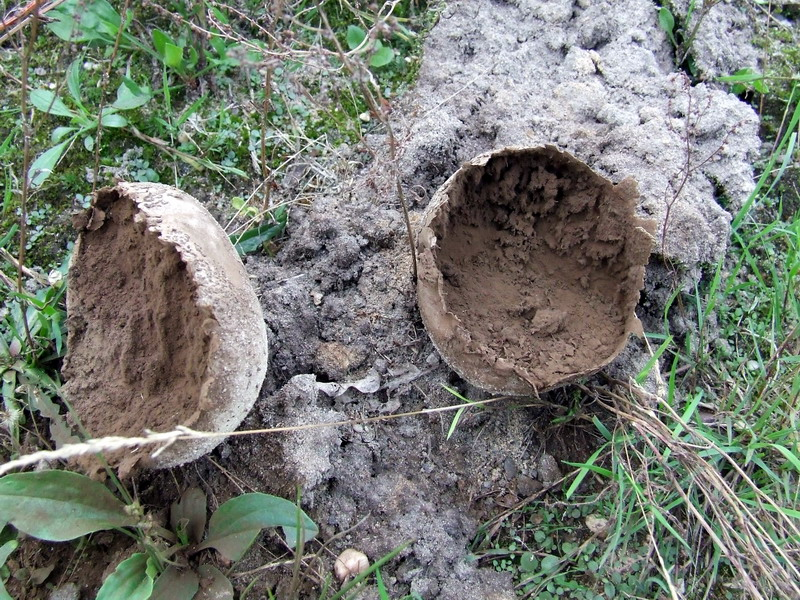
La gleba se vuelve seca y pulverulenta en los ejemplares maduros

Este globo bastante grande sólo es comestible cuando la carne que contiene las esporas es joven y blanca. Se dice que carece de textura, y el sabor y el olor de los cuerpos fructíferos jóvenes se describen como «no distintivos». Un estudio realizado en 2007 sobre la composición de ácidos grasos de varias especies comestibles de Lycoperdaceae determinó que el contenido de lípidos de H. utriformis era bastante bajo, aproximadamente un 1,8% (peso húmedo). El contenido de ácidos grasos era principalmente ácido linoleico (42,4%), ácido oleico (23%), ácido palmítico (12,2%) y ácido esteárico (3,6%); otros 17 ácidos grasos de diversas longitudes de cadena y grados de insaturación contribuyeron a la composición total de ácidos grasos.

## Actividad antibiótica
Un estudio de 2005 sobre la actividad antimicrobiana de varias Lycoperdaceae reveló que Handkea utriformis tiene una «actividad significativa» contra varias bacterias, como Bacillus subtilis, Escherichia coli, Klebsiella pneumoniae, Pseudomonas aeruginosa, Salmonella typhimurium, Staphylococcus aureus, Streptococcus pyogenes y Mycobacterium smegmatis. Por otro lado, H. utriformis tiene una baja actividad antifúngica contra las especies Candida albicans, Rhodotorula rubra y Kluyveromyces fragilis.

## Bioacumulación
Un estudio de las concentraciones de cobre y zinc en 28 especies diferentes de setas comestibles demostró que la H. utriformis bioacumulaba selectivamente tanto el cobre (251,9 mg de cobre por kilogramo de seta) como el zinc (282,1 mg de Zn/kg de seta) a niveles más altos que todas las demás setas analizadas. Los autores señalan que, aunque estos oligoelementos son requisitos nutricionales importantes para los seres humanos, y que la H. utriformis puede considerarse una buena fuente de estos elementos, se sabe que la absorción de los elementos (biodisponibilidad) de las setas es «baja debido a la absorción limitada del intestino delgado».